# LUKoil-Avia
LUKoil-Avia (in russo: ЛУКойл-Авиа) è una compagnia aerea russa con la base tecnica ed hub principale all'Aeroporto di Mosca-Šeremet'evo. Di proprietà del conglomerato LUKoil, LUKoil-Avia opera voli per i dirigenti del gruppo e anche voli charter executive.

## Strategia
La LUKoil-Avia fa parte della più grande compagnia petrolifera russa LUKoil con la sede a Mosca. L'hub principale è l'aeroporto di Mosca-Šeremet'evo, mentre gli hub secondari sono gli aeroporti russi di Kaliningrad-Chrabrovo e di Machačkala.
La LUKoil-Avia ha un'importante attività di voli charter e VIP.

## Flotta
A dicembre 2022 la flotta di LUKoil-Avia è così composta: